# Cultures 2 : Les Portes d'Asgard
Cultures 2 : Les Portes d'Asgard (Cultures 2: Die Tore Asgards) est un jeu vidéo de type city-builder développé par Funatics et édité par JoWooD Entertainment, sorti en 2002 sur Windows.

## Accueil
| Cultures 2          |      |       |
| Média               | Pays | Notes |
| GameSpot            | US   | 75 %  |
| Jeuxvideo.com       | FR   | 14/20 |
| Jeux vidéo Magazine | FR   | 10/20 |
| Joystick            | FR   | 33 %  |
| PC Gamer UK         | GB   | 52 %  |